# مرض ساري
الأمراض السارية (بالإنجليزية: Contagious disease)، هي فئة فرعية من الأمراض المعدية التي تنتقل إلى الأشخاص الآخرين، إما عن طريق الاتصال الجسدي مع الشخص المصاب بالمرض، أو عن طريق اتصال الإفرازات أو من خلال الهواء الجوي. تختلف العدوى بين الأمراض.
على النقيض من ذلك، تتطلب العدوى غير السارية عادةً طريقة خاصة للانتقال بين الأشخاص أو العائلين. وتشمل هذه الحاجة إلى أنواع ناقلات وسيطة (البعوض الذي يحمل الملاريا مثالًا) أو عن طريق النقل غير العرضي لسوائل الجسم (مثل عمليات نقل الدم أو مشاركة الإبر أو الاتصال الجنسي). لا يتم رسم الحدود بين الأمراض السارية وغير السارية بشكل كامل، كما هو موضح بشكل كلاسيكي عن طريق السل، والذي ينتقل بوضوح من شخص لآخر، ولكن لا يعتبر تقليديًا مرضًا معديًا. في الوقت الحاضر، تعتبر معظم الأمراض المنقولة عن طريق الاتصال الجنسي سارية، ولكن بعضها فقط خاضع للعزلة الطبية.
قد يكون من المعروف أن المرض ساري ولكن عوامله المسببة تبقى غير محددة. قد يكون السريان أكثر عدوى إذا كانت فترة الحضانة طويلة.

## المعنى التاريخي
في الأصل، يشير المصطلح إلى سريان أو مرض ينتقل فقط عن طريق الاتصال الجسدي المباشر. في العصر الحديث، توسع المصطلح في بعض الأحيان ليشمل أي مرض ساري أو ناقل. في كثير من الأحيان لا يمكن فهم الكلمة إلا من خلال السياق، حيث يتم استخدامها للتأكيد على الأمراض المعدية شديدة العدوى، والتي تنتقل بسهولة، أو بشكل خاص شديدة.
في عام 1849، اقترح جون سنو لأول مرة أن الكوليرا مرض ساري.

## التأثير على استجابة الصحة العامة

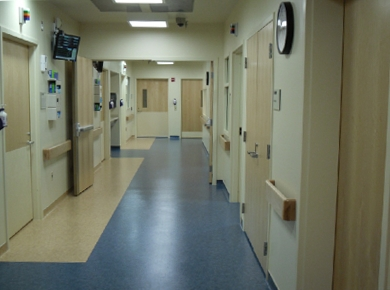
تستخدم هذه العيادة غرفة الضغط السلبي لمنع انتقال المرض

تحدث معظم الأوبئة بسبب الأمراض السارية مثل الحمى الصفراء. يتغير انتشار الأمراض السارية إما بشكل ضئيل جدًا أو لا يتم تغييره على الإطلاق من خلال العزل الطبي للأشخاص المرضى أو الحجر الصحي للأشخاص المعرضين. وبالتالي، يُعرَّف «المرض الساري» أحيانًا من الناحية العملية، على أنه مرض يعتبر العزل أو الحجر الصحي استجابات مفيدة للصحة العامة.

بعض المواقع أكثر ملاءمة للبحث في مسببات الأمراض المعدية بسبب انخفاض مخاطر انتقال العدوى التي يوفرها موقع بعيد أو معزول.
غرفة الضغط السلبي هي تقنية في مرافق الرعاية الصحية تعتمد على التصميمات البيولوجية.